# Royal Society of Edinburgh
La Real Sociedad de Edimburgo (en inglés: Royal Society of Edinburgh) es la academia nacional escocesa de ciencias y letras. Es una entidad sin ánimo de lucro que opera de forma totalmente independiente y no partidista para proporcionar un beneficio público en todo Escocia. Fundada en 1783, se ha ido conformando sobre la base de los conocimientos y experiencias de sus miembros, que a principios del siglo XXI rondaban los 1500.
La sociedad abarca una amplia selección de campos, como la Royal Society de Londres, incluyendo la literatura e historia. A diferencia de otras organizaciones similares en el resto del Reino Unido, los campos que cubren sus miembros incluyen una amplia gama de disciplinas: ciencia y tecnología, artes, Humanidades, medicina, ciencias sociales, negocios y servicio público. Esta amplitud de experiencia hace que la Real Sociedad de Edimburgo sea única en el Reino Unido.

## Presidentes
1. Henry Scott, tercer duque de Buccleuch (1783–1812)
2. Sir James Hall (1812–1820)
3. Sir Walter Scott (1820–1832)
4. Sir Thomas Makdougall Brisbane (1832–1860)
5. George Campbell, octavo duque de Argyll (1860–1864)
6. Rector Sir David Brewster (1864–1868)
7. Sir Robert Christison (1869–1873)
8. Sir William Thomson, primer barón Kelvin (posteriormente Lord Kelvin) (1873–1878)
9. Reverendo Philip Kelland (1878–1879)
10. El Muy Honorable Lord Moncreiff de Tullibole (1879–1884)
11. Thomas Stevenson (1884–1885)
12. Sir William Thomson (posteriormente Lord Kelvin) (1886–1890)
13. Sir Douglas Maclagan (1890–1895)
14. El Muy Honorable Lord Kelvin (1895–1907)
15. Rector Sir William Turner (1908–1913)
16. Catedrático James Geikie (1913–1915)
17. Dr John Horne (1915–1919)
18. Catedrático Frederick Orpen Bower (1919–1924)
19. Sir Alfred Ewing (1924–1929)
20. Sir Edward Sharpey Schafer (1929–1934)
21. Sir D'Arcy Wentworth Thompson (1934–1939)
22. Catedrático Sir Edmund Whittaker (1939–1944)
23. Catedrático Sir William Wright Smith (1944–1949)
24. Catedrático James Kendall (1949–1954)
25. Catedrático James Ritchie (1954–1958)
26. Catedrático J. Norman Davidson (1958–1959)
27. Catedrático Sir Edmund Hirst (1959–1964)
28. Catedrático J. Norman Davidson (1964–1967)
29. Catedrático Norman Feather (1967–1970)
30. Sir Maurice Yonge (1970-1973)
31. Honorable Lord John Cameron (1973–1976)
32. Catedrático R. A. Smith (1976–1979)
33. Sir Kenneth Blaxter (1979–1982)
34. Sir John Atwell (1982–1985)
35. Sir Alwyn Williams (1985–1988)
36. Catedrático Charles Kemball (1988–1991)
37. Catedrático Sir Alastair Currie (1991–1993)
38. Dr. Thomas L. Johnston (1993–1996)
39. Professor Malcolm Jeeves (1996–1999)
40. Sir William Stewart (1999–2002)
41. Lord Sutherland de Houndwood (2002–2005)
42. Sir Michael Atiyah (2005–2008)
43. Lord Wilson de Tillyorn (2008–2011)
44. Sir John Peebles Arbuthnott (2011-2014)
45. Jocelyn Bell Burnell (2014-...)

## Miembros notables
Los miembros de la Royal Society of Edinburgh son reconocidos por el uso del acrónimo o post-nominal FRSE en títulos oficiales.